# Komet Pojmański
Komet Pojmański ali C/2006 A1  je neperiodični komet, ki ga je odkril poljski astronom Grzegorz Pojmański (rojen 1959) 2. januarja 2006. 

## Odkritje
Grzegorz Pojmański  je komet odkril na Astronomskem observatoriju na Univerzi v Varšavi z uporabo Observatorija Las Campanas, ki je sestavni del programa All Sky Automated Survey (ASAS ali Samodejni nadzor celega neba). V isti noči ga je Kazimieras Cernis iz Inštituta za teoretsko fiziko v Vilni v Litvi tudi opazil na posnetku v  ultravijolični svetlobi iz satelita SOHO. Komet so odkrili pozneje tudi na posnetku, ki so ga naredili že 25. decembra 2005

## Lastnosti
V času odkritja je bil komet od Sonca oddaljen 181 milijona km. Podatki so kazali, da bo prisončje dosegel 22. februarja na oddaljenosti okoli 83 milijona km. 
Komet se je gibal v smeri severa. Največjo svetlost je dosegel v začetku marca. Skoraj je bil viden s prostim očesom, saj je imel magnitudo 5. Nahajal se je v ozvezdju Kozoroga (Capricornus). Koncem meseca februarja se ga je videlo nizko nad obzorjem na severni polobli.
V začetku marca je bil v ozvezdju Orla (Aquila), v marcu je že bil v ozvezdju Delfina (Delphinus). Komet je postal bolj svetel kot so pričakovali. Ocenjevali so, da bo njegova magnituda dosegla okoli 6,5, postal pa je še svetlejši.
Kazal je rep, ki je bil dolg od 3 do 7°.